# Dune (zespół muzyczny)
Dune – niemiecka grupa muzyczna, przedstawiciele happy hardcore.
Głównym pomysłodawcą i założycielem grupy w 1995 roku był Oliver Froning, do którego dołączyła Verena von Strenge, najpierw jako tancerka,  później  jako wokalistka. Pierwotnie miał to być jednorazowy projekt,  powołany w celu wydania tylko jednego singla "Hardcore Vibes". Założyciele zachęceni sukcesem utworu postanowili działać dalej. W pierwszych latach działalności Dune cieszył się dużą popularnością, przez co stawiano go na równi z niemiecką grupą Scooter. Pierwszym hitem był utwór Hardcore Vibes, który odświeżany jest do dziś w remixach innych muzyków. Następne kompozycje również cieszyły się ogromną popularnością (Are You Ready To Fly, Can't Stop Raving, Million Miles From Home, Hand In Hand, Rainbow To The Stars). Oryginalnym pomysłem było nagranie płyty z Londyńską Orkiestrą Symfoniczną, która zawierała cover między innymi zespołu Queen (Who Wants To Live Forever). Eksperyment się sprawdził i Dune pokazał swoje drugie oblicze, w którym prawie dziecęcy głos Vereny doskonale wpasowuje się w brzmienie orkiestry symfonicznej. Ostatni singel Rainbow To The Stars został wydany 23 czerwca 2003 roku jako remix wcześniejszego hitu z roku 1996. Po tym singlu, pomimo wielu listów apelacyjnych fanów, grupa nie wznowiła działalności.
Od 2014 Oliver Froning zaczął występować na koncertach w klubach używając pseudonimu Dune. W 2016 roku z wokalistką Kate Wild wydał singiel Magic Carpet Ride.
W 2017 Froning wydał singiel Starchild (Chapter One- First Contact) W 2018 światło dzienne ujrzały kolejne single artysty-Utopia, We're Alive, oraz Turn the Tide - cover przeboju grupy Sylver z 2000 roku, wydany razem z wokalistką Loona.
W międzyczasie  Bernd Burhoff- były członek zespołu Dune wytoczył Froningowi sprawę w sądzie zarzucając mu bezprawne posługiwanie się nazwą Dune w odniesieniu do solowej kariery DJ-a. W efekcie Oliver Froning kontynuuje występy pod nazwą Dune+.
W 2023 ukazał się singiel Froninga pod tytułem Revenge.

## Członkowie zespołu
- Oliver Froning (1995–2003, od 2014 jako DJ pod pseudonimem Dune a następnie Dune+)
- Jens Oettrich (1995–2003)
- Bernd Burhoff (1995–2003)
- Verena von Strenge (1995–1997, 1999–2000)
- Vanessa Hörster (1998)
- Tina Lacebal (1998)

## Dyskografia

### Single
- Hardcore Vibes (1995)
- Are You Ready To Fly (1995)
- Can't Stop Raving (1995)
- Rainbow To The Stars (1996)
- Hand In Hand (1996)
- Million Miles From Home (1996)
- Who Wants To Live Forever (1997)
- Nothing Compares 2U (1997)
- Somebody (1997)
- Keep The Secret (1997)
- Electric Heaven (1997)
- One Of Us (1998)
- Dark Side Of The Moon (1999)
- Dune vs. Troublemaker - Hardcore Vibes 2000 (2000)
- Heaven (2000)
- Rainbow To The Stars 2003 (2003)
- Magic Carpet Ride (2016)
- Starchild - Chapter One [First Contact] (2017)
- Utopia (2018)
- We're Alive (2018)
- Turn the tide (2018) (cover zespołu Sylver)
- Revenge (2023)

### Albumy
- Dune (1995)
- Expedicion (1996)
- Live! (1996)
- Forever (1997)
- Forever and Ever (1998)
- 5 (planowana na 1998 rok, nigdy nie wydana)
- Reunion (planowana na 2000 rok, nigdy nie wydana)
- History (2000)